# Condado de Białobrzegi
Nota linguística: Não confundir hrabstwo (condado) com powiat (divisão administrativa)..
Białobrzegi (polaco: powiat białobrzeski) é um powiat (condado) da Polónia, na voivodia de Mazóvia. A sede do condado é a cidade de Białobrzegi. Estende-se por uma área de 639,28 km², com 33 545 habitantes, segundo os censos de 2005, com uma densidade 52,47 hab/km².

## Divisões admistrativas
O condado possui:
Comunas urbana-rurais: Białobrzegi, Wyśmierzyce
Comunas rurais: Promna, Radzanów, Stara Błotnica, Stromiec
Cidades: Białobrzegi, Wyśmierzyce.

## Demografia
População (dados de 30 de Junho de 2005):
|          | Total   | Total | Mulheres | Mulheres | Homens  | Homens |
| -------- | ------- | ----- | -------- | -------- | ------- | ------ |
|          | pessoas | %     | pessoas  | %        | pessoas | %      |
| Total    | 33 545  | 100   | 16 688   | 49,7     | 16 857  | 50,3   |
| Cidades  | 8131    | 100   | 4101     | 50,4     | 4030    | 49,6   |
| Povoados | 25 414  | 100   | 12 587   | 49,5     | 12 827  | 50,5   |